# Ghiacciaio Bartlett
Il Ghiacciaio Bartlett  (in lingua inglese: Bartlett Glacier) è un ghiacciaio tributario antartico, lungo 60 km e largo 10 km nella parte terminale, che fluisce in direzione nordest dal Nilsen Plateau e va a confluire nel Ghiacciaio Scott, poco a nord del Monte Gardiner, nei Monti della Regina Maud, in Antartide.   
Fu scoperto nel dicembre 1934 dal gruppo geologico guidato da Quin Blackburn, che faceva parte della seconda spedizione antartica dell'esploratore polare statunitense Byrd.
La denominazione è stata assegnata dallo stesso Byrd in onore del capitano Robert Bartlett, nativo di Brigus nell'allora colonia britannica di Terranova e Labrador, noto esploratore e navigatore artico che aveva raccomandato l'acquisto della nave rompighiaccio Bear, da Byrd ridenominata Bear of Oakland.